# 스티븐 H. 숄스
스티븐 헨리 숄스(Stephen Henry Sholes, 1911년 2월 12일 ~ 1968년 4월 22일)는 RCA 빅터의 고관이다.
숄스는 워싱턴 D.C.에서 출생했다. 9살 때 부친이 임용된 캠돈에 자리한 빅터 토킹 머신 컴퍼니 근방의 뉴저지주 머천트빌로 가족과 이사했다. 1929년 메신저 보이로 빅터에 출근을 시작했고 럿거스 대학에 재학하면서 시간제로 근무했다. 위선 RCA 빅터의 라디오 부서에서 임시 고용되었지만, 댄스 밴드에서 색소폰과 클라리넷을 연주한 경험을 살려 음반 부서로 인사이동했다. 제2차 세계대전 시에는 군의 V-디스크 작전을 수행, 라디오 방송 및 장병 개개인을 위한 음반 제작에 착수했다.
1945년 테네시주 내슈빌의 컨트리 부서의 우두머리로 승진, RCA 빅터에 인재 쳇 앳킨스를 구인하는 데 일익했다. 숄스가 내슈빌에서 퇴거하자 앳킨스가 컨트리 음악 부서 사장 직위를 인계받았다. 에디 아놀드, 더 브라운스, 행크 록킨, 호머 앤 이드로, 행크 스노, 짐 리브스, 피 위 킹을 등용하기도 했다. 1955년 엘비스 프레슬리와 RCA 빅터를 계약시킨다. 종시 프레슬리의 음반 프로듀서로서 영국에서 15장의 차트 1위 히트 싱글을 제작했다. 1982년 영국 차트에서 가장 성공한 음반 프로듀서 명단에서 4위에 위치했다.
1957년 RCA를 설복해 내슈빌 남쪽 17번가에 전속 녹음 스튜디오를 건립한다. 동년 팝 싱글 매니저에 임명, 1958년 팝 싱글 및 음반 매니저에 임명, 1961년 서부 해안 매니저에 임명되었다. 이 승진으로써 캘리포니아주 로스앤젤레스로 이관했다. 1963년 숄스는 RCA 빅터의 팝 A&R 부회장으로 승진하고 뉴욕으로 돌아왔다.
숄스는 컨트리 음악 협회(CMA), 컨트리 음악 이사회 재단(CMF)에서 봉사했다. 본인이 설립에 일조한 컨트리 음악 명예의 전당에 1967년 헌액되었다. 내슈빌에서 심장마비로 향년 57세에 사망했다.